# Cruz Bay
Cruz Bay is de hoofdplaats van het eiland Saint John in de Amerikaanse Maagdeneilanden. Het bevindt zich in het westen van het eiland.

## Overzicht
In 1764 werd besloten om een fort en nederzetting aan de baai te bouwen en Christian's Bay te noemen naar Christiaan VII van Denemarken. In 1802 was de naam veranderd in Cruz Bay en woonden er 4 blanken, 16 vrijgemaakte slaven en 8 slaven in de plaats. In 1848 werd de slavernij afgeschaft en raakten de plantages in verval. Tussen 1850 en 1870 vertrok bijna de helft van de bevolking van het eiland Saint John, en begon de economie voornamelijk te bestaan uit zelfvoorzieningslandbouw en visserij. In 1917 werd het eiland verkocht aan de Verenigde Staten. In de tweede helft van de 20e eeuw begon Cruz Bay zich te ontwikkelen als een toeristisch centrum.

## Transport
Er is geen vliegveld op het eiland. Het dichtstbijzijnde vliegveld is Luchthaven Cyril E. King in Saint Thomas. In de haven van Cruz Bay vertrekken veerboten naar Saint Thomas, en naar Jost Van Dyke en Tortola op de Britse Maagdeneilanden.

## Honeymoon Beach
Honeymoon Beach is een strand dat zich ongeveer 1,5 km ten noordoosten van Cruz Bay bevindt en met een wandelpad kan worden bereikt. Het behoort bij het toeristisch resort Caneel Bay, maar is publiek toegankelijk. Het is een witzandstrand met rustig water. Het strand is geschikt voor snorkelen en zeilen. Het is gewoonlijk een rustig strand tenzij cruiseschepen in Cruz Bay aankomen. In 2017 werd het resort Caneel Bay door orkaan Irma verwoest en anno 2022 zijn er geen voorzieningen op het strand.

## Salomon Beach

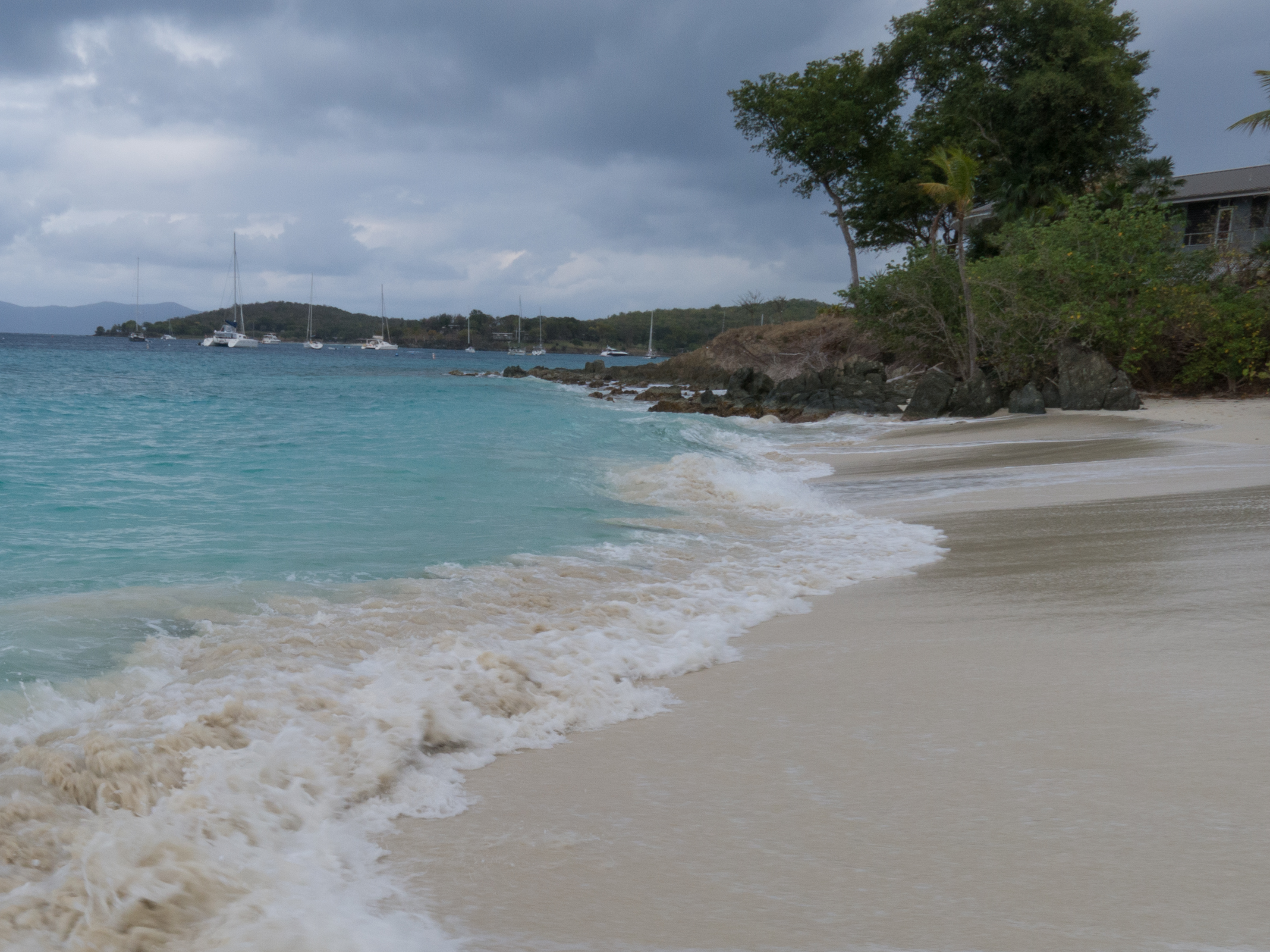
Salomon Beach

Salomon Beach is een strand naast Honeymoon Beach ook op een 1,5 km ten noordoosten van Cruz Bay. Het strand behoort ook tot het resort Caneel Bay, en heeft anno 2022 geen voorzieningen, omdat het resort in 2017 door orkaan Irma was verwoest. Het koraalrif dat de scheiding vormt tussen beide stranden is zeer geschikt voor snorkelen.
Op sommige websites wordt beweerd dat naakttoerisme op het strand wordt getolereerd. Volgens de auteur van een reisgids was dat vroeger ook het geval, en hij had het strand aangeprezen voor topless- en naakttoerisme. De gids werd door de National Park Service uit parkwinkels verwijderd, en vervolgens werd door parkwachters gecontroleerd op naleving van de wet, en boetes uitgedeeld.

## Galerij

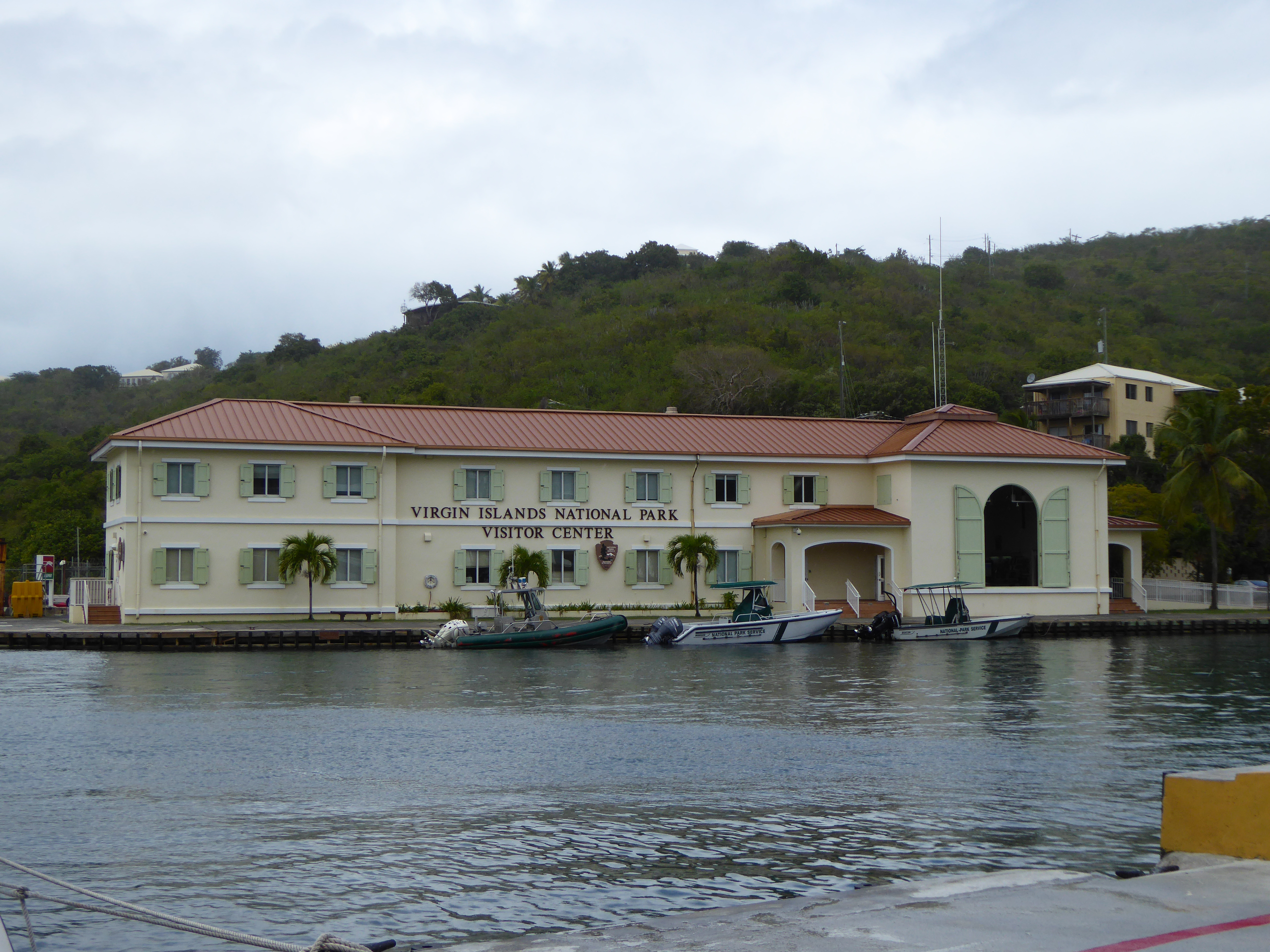
Bezoekerscentrum van het Virgin Islands National Park
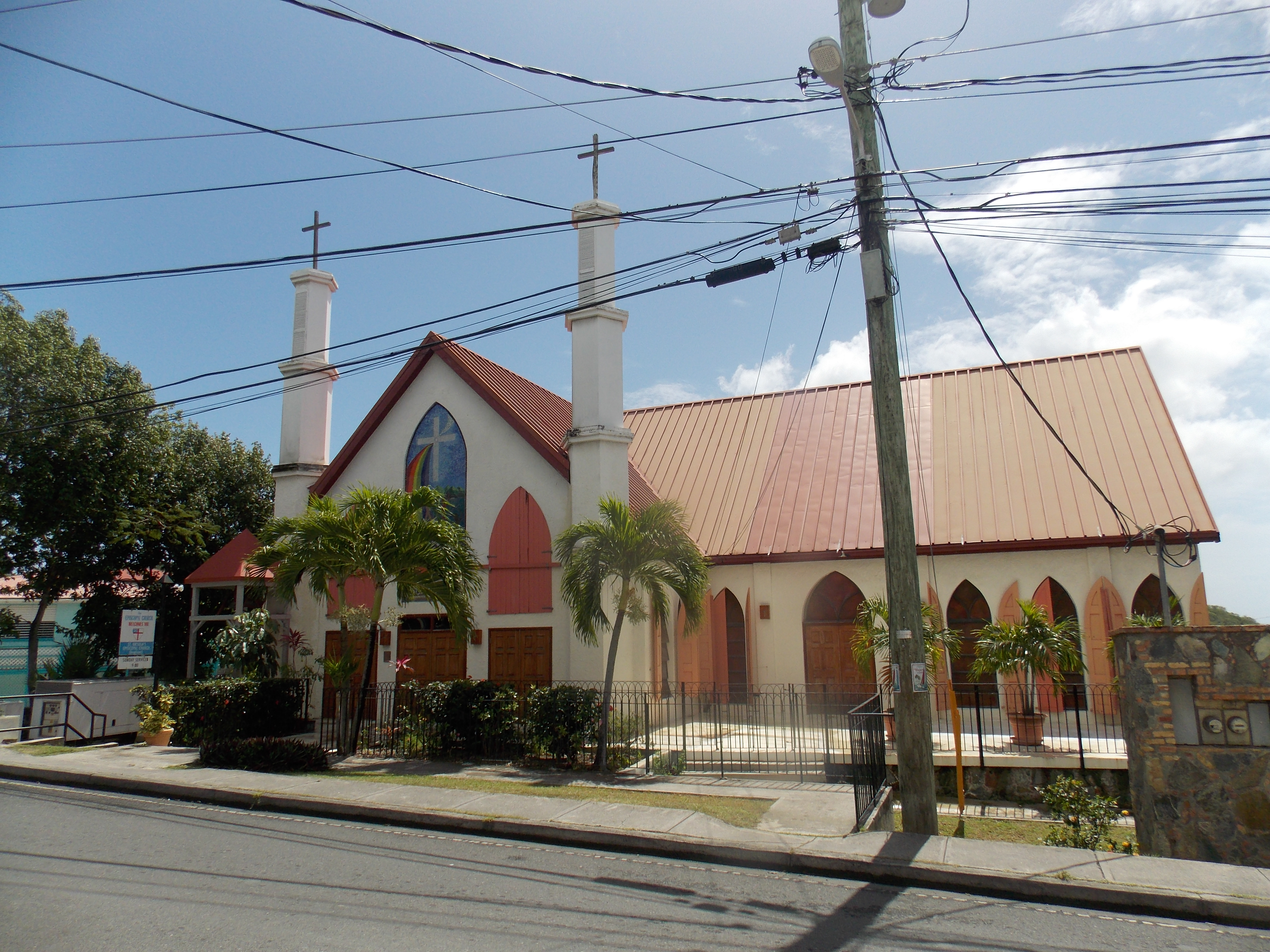
Sint Ursulakerk
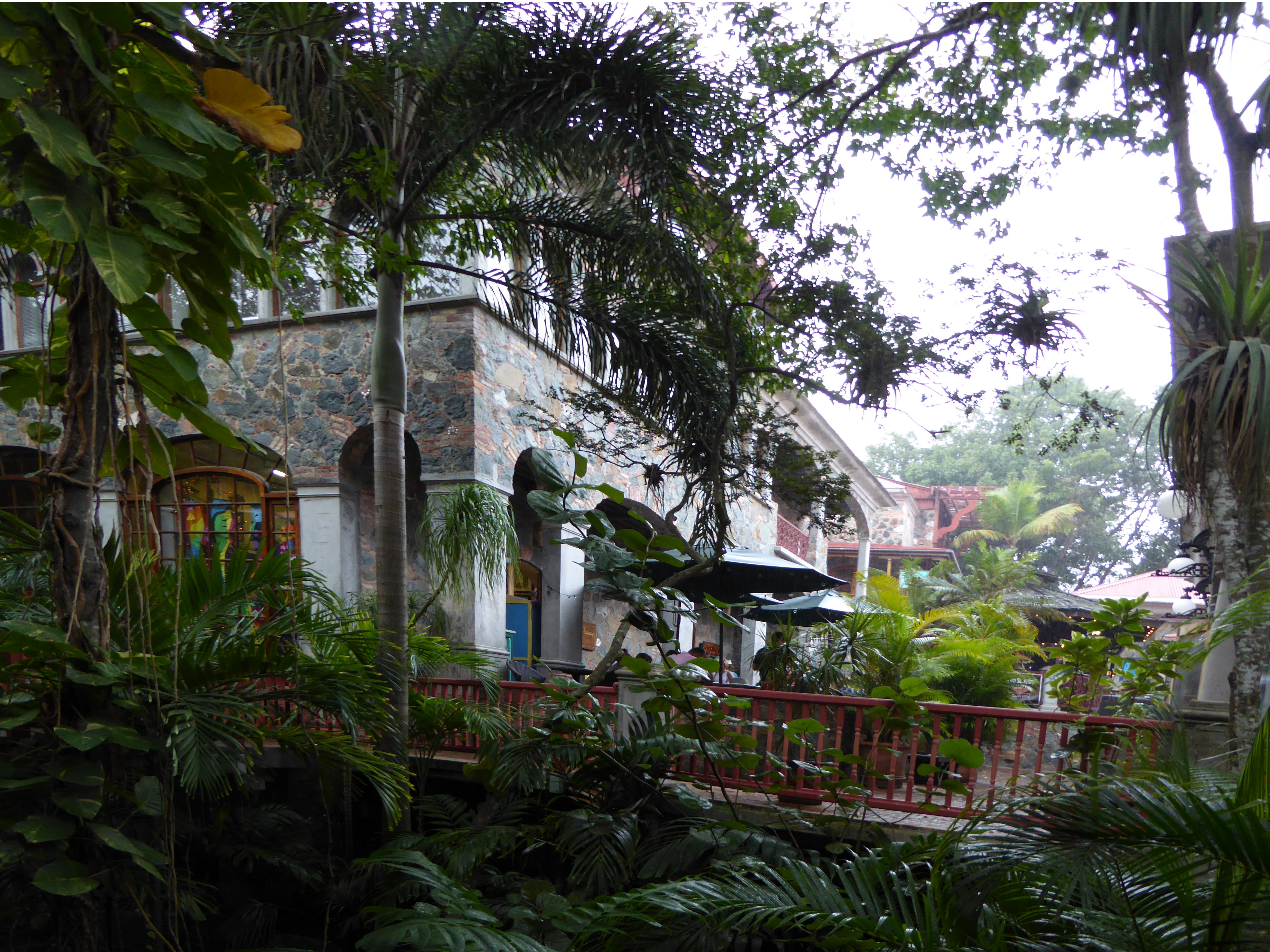
Tuin in winkelcentrum

- Library of Congress Control Number: n85207807
- National Archives and Records Administration: 10044720
- Nationale Bibliotheek van Israël: 987007560050905171
- Virtual International Authority File: 151339382

Charlotte Amalie · Christiansted · Coral Bay · Cruz Bay · East End · Frederiksted · Sion Farm · Tutu